# Citation (Smith)
Citation is een compositie voor harmonieorkest van de Amerikaanse componist Claude T. Smith. 